# Antizoma
Antizoma é um género botânico pertencente à família Menispermaceae.

## Espécies
- Antizoma angolensis
- Antizoma angustifolia
- Antizoma burchelliana
- Antizoma calcarifera
- Antizoma capensis
- Antizoma harveyana
- Antizoma lycioides
- Antizoma miersiana